# Вик (Исландия)
Вик (исл. Vík или Vík í Mýrdal) — самый южный город в Исландии, расположенный в 180 км к юго-востоку от Рейкьявика, на окружной дороге. Центр общины Мирдальсхреппюр и бывшей сислы Вестур-Скафтафельссисла в регионе Сюдюрланд.

## История
Вик находится в регионе Исландии, который является достаточно удалённым и изолированным от основных поселений. На севере лежал ледник, на юге — открытый океан, на западе и востоке путь преграждали бурные ледниковые реки. Припасы доставлялись из Папоуса на востоке, из Эйрарбакки на западе или морским путём из Вестманнаэйяра. До начала XX века местное население в основном занималось фермерством, охотой на птиц и тюленей и рыбалкой, которая была опасным и трудным промыслом в связи с отсутствием бухты и сложной высадкой на берег. Вблизи от современного Вика располагались две фермы: Нордур-Вик и Судур-Вик. 
В 1881—1887 годах население региона столкнулось со значительными трудностями: сильное похолодание и другие негативные погодные явления привели к тому, что не удавалось запасти достаточно сена на корм для животных. В результате численность поселенцев существенно сократилась (в среднем на 11,75%). Для помощи голодающим исландцам в соседних странах был объявлен сбор зерна, однако доставить его в натуральной форме до всех нуждающихся было проблематично. В связи с этим фермерам была выплачена стоимость зерна в денежном эквиваленте.
Это стало важным толчком для развития коммерции: в 1883 году двое местных фермеров стали ввозить товары из Великобритании, продавая их местным фермерам. В 1899 году один из них начал забивать овец для продажи в Рейкьявике и на экспорт. Бизнес быстро развивался, давая работу местному населению. В Мирдаль стали заходить грузовые суда, хотя погрузка и выгрузка товаров и затруднялась отсутствием бухты. 
Развитие торговли привело к появлению постоянного поселения у берега моря. Первые жители поселились на месте современного Вика в 1896 году. Посёлок рос, и к 1905 году насчитывал 80 жителей в 13 домохозяйствах. Большинство из них были фермерами из близлежащих районов, которые переезжали в новое поселение вместе со скотом: в те времена в каждом домохозяйстве была хотя бы одна корова.
Растущее население потребовало организации образования. С 1901 года обучением детей в Вике стали заниматься приезжие учителя, а в 1906 году было построено здание школы.
В 1913 году на реке Викурау (Víkurá) была построена гидроэлектростанция. Река была перегорожена дамбой высотой 2-3 метра, вода по деревянному жёлобу длиной 25-30 метров подавалась в здание станции, где падала с 4-метровой высоты. Генератор выдавал постоянный ток с напряжением 220 В и имел мощность 8,4 кВт. Электростанция работала до 1959 года.
Вик — единственное рыбацкое поселение, в котором нет и никогда не было бухты. Постройка же постоянных пирсов затруднена из-за сильных волн и песчаного дна. Важную роль в снабжении юга Исландии товарами сыграла постройка в 1918 году в Дании корабля «Скафтведлингюр» (Skaftfellingur), который был выкуплен Исландией. Регулярные рейсы корабля положительно повлияли на развитие местной экономики и обеспечили ему место в культурной памяти местных жителей.

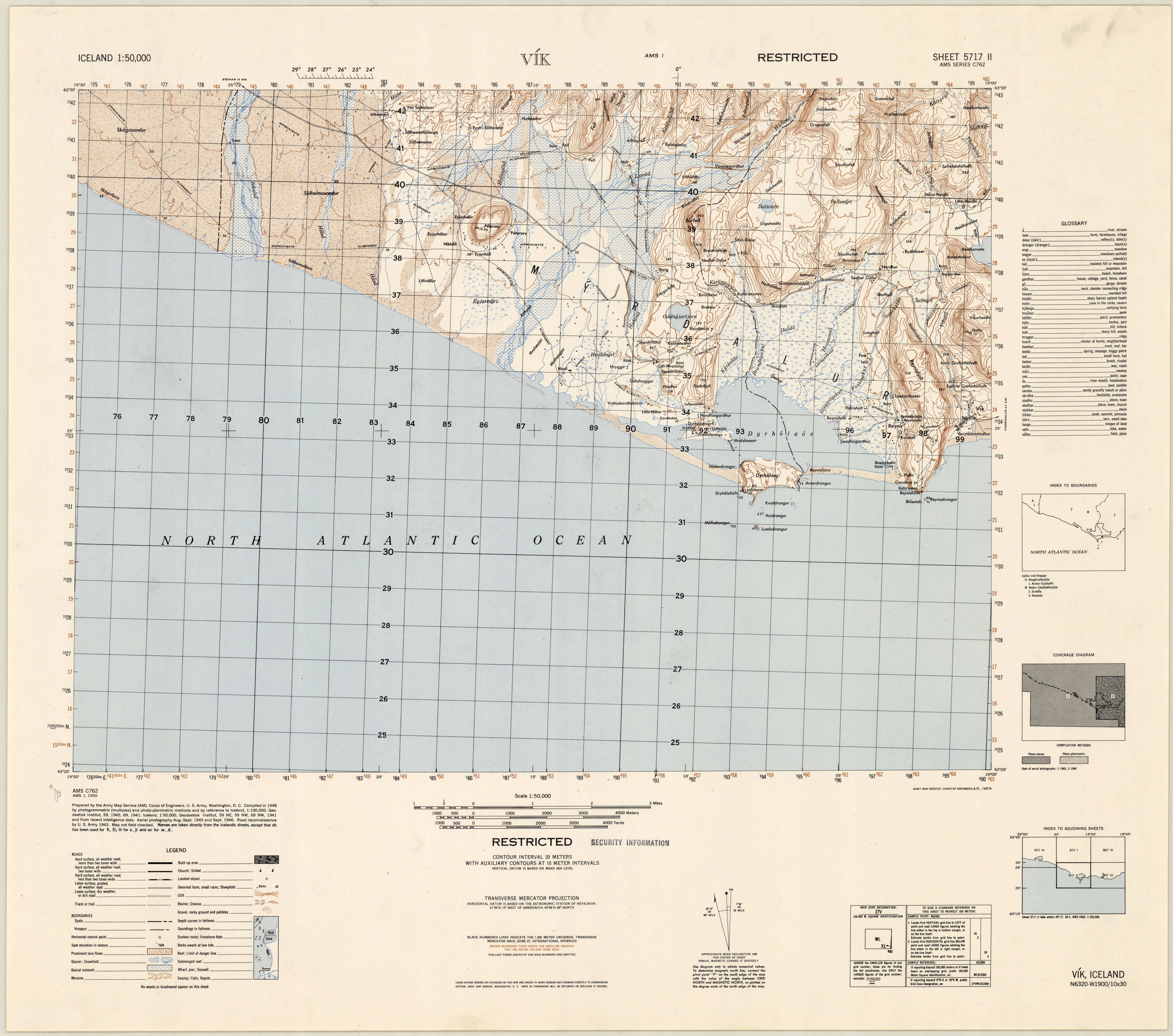
Топографическая карта окрестностей города Вик, 1951 г.

С 1940 года в Вике размещались британские войска, которые позже сменились американскими. Ими была построена радарная станция, а также база для связи с командованием в Рейкьявике. В 1943 году неподалёку от Вика была построена навигационная станция системы LORAN. До 1947 года её обслуживанием занимались американские солдаты и гражданские рабочие, а с 1947 года Всемирный почтовый союз. Станция прекратила работу на рубеже 1977 и 1978 годов. Деятельность британцев и американцев создавала возможности для трудоустройства местного населения, что привело к росту его численности и экономическому развитию региона.
Летом 1964 и 1965 года из окрестностей Вика с мобильной пусковой платформы был осуществлён запуск исследовательских ракет типа Dragon 1.

## Экономика
Население Мирдальсхреппюра в основном занято в следующих отраслях: сельское хозяйство, туризм, производство, торговля, оказание услуг и государственная служба. Развитие ожидается в основном в отраслях сельского хозяйства (чему благоприятствует мягкий по исландским меркам климат) и туризма. В производственной сфере акцент делается на товары, в которых существенной является региональная составляющая, такая как местное сырьё или местные ремёсла. Основными сельскохозяйственными культурами являются пшеница и рапс. В животноводстве преобладает овцеводство, которое постепенно концентрируется на крупных фермах. Характер промышленного производства в последние годы меняется: скотобойни сменяются предприятиями, изготовляющими товары и оказывающими услуги. В Вике находится региональное управление дорожной администрации.
Местные жители, получившие среднее образование, стремятся искать работу за пределами муниципалитета, что связано с большим количеством возможностей для работы и разнообразием вакансий. Местные власти осуществляют программу по привлечению в Вик специалистов с высшим образованием.
В настоящее время Вик характеризуется высокой транспортной доступностью, благодаря полностью асфальтированной кольцевой дороге. Основной объём перевозок осуществляется автомобильным транспортом, доля морских перевозок значительно уменьшилась. Ближайший аэропорт находится в Ховдабрекке. 
Для отопления школы, бассейна и части спортивного комплекса используется геотермальная энергия. В остальной части Вика используется электрическое отопление. В Вик приходит 33-киловольтная линия электропередач из Хвольсвёдлюра.
По состоянию на 2012 год, в Вике было около 110 жилых домов. В основном это частные домовладения на 1-2 семьи. Большая часть из них была построена в период с 1961 по 1970 годы (более 40). Планируется, что из-за роста населения к 2028 году потребуется постройка ещё 20-30 домов.

## Достопримечательности и туризм
Неподалёку от Вика находится чёрный песчаный пляж Рейнисфияра. В 1991 году американский журнал Islands Magazine назвал этот пляж одним из самых красивых нетропических пляжей на Земле. В нескольких десятках метров от этого пляжа находятся Рейнисдраунгар — базальтовые колонны в океане. Самой большой из них является Ланхсамур, напоминающая трёхмачтовый корабль. К ней примыкает Ланддрангур, а третью скалу называют Хауидрангур или Скессудрангур. Согласно легенде, эти скалы были когда-то троллями, которые тащили к берегу корабль, однако рассвет застал их в море и они окаменели от солнечного света.
К западу от Вика расположена гора Рейнисфьядль высотой 340 метров, образованная вулканическим извержением во время ледникового периода. С горы открывается прекрасный вид на побережье, в частности на Рейнисдраунгар. Она известна среди орнитологов: летом на ней обитает большое количество видов птиц. Местное население охотится здесь на тупиков. На вершину горы ведёт крутая и труднопроходимая дорога, построенная во времена Второй мировой войны американскими и британскими солдатами. С 1943 года на горе работала станция навигационной системы LORAN. На западной части южной стороны горы есть необычного вида скальные формации и пещеры. У подножия горы располагается мемориал, погибшим в море.
В Вике начинается несколько размеченных пешеходных туристских маршрутов. Следуя им, можно посетить следующие достопримечательности:
- Чёрный песчаный пляж Викурвьяла[5].
- Монумент «Фёр» («путешествие»). Это скульптура человека, смотрящего в море, установленная в 2006 году вместе с аналогичной скульптурой в Халле, символизирующая связь, созданную более чем тысячелетием морской торговли между Халлем и Исландией[5].
- Старая часть города, в которой сохранились здания, построенные в начале XX века, в частности, бывшая скотобойня Халльдоурсбуд (год постройки — 1903)[5].

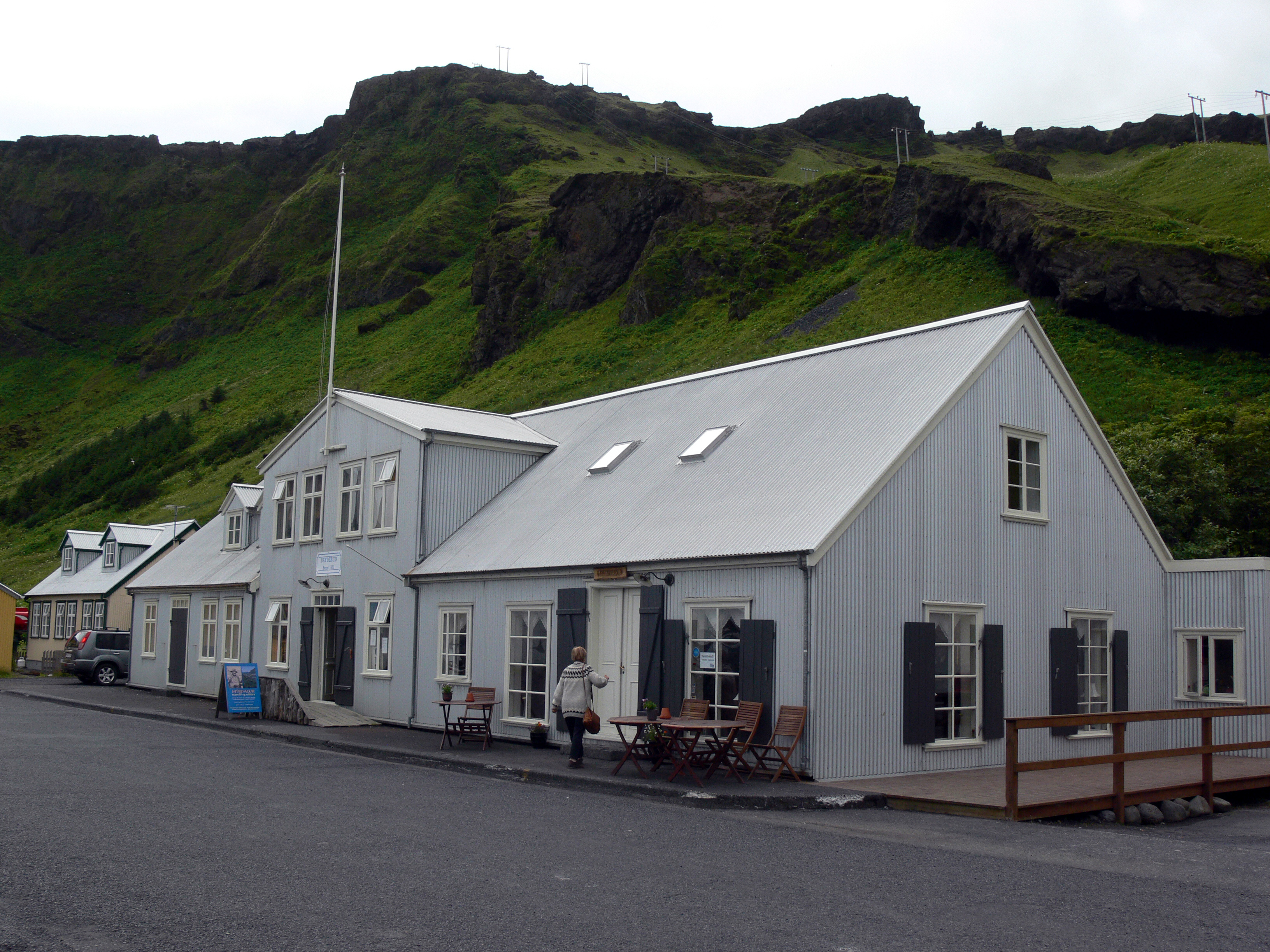
Бридебуд в Вике

- Бридебуд в ВикеБридебуд — первое постоянное здание в Вике и одно из старейших деревянных зданий на юге Исландии. Первоначально он представлял собой магазин, построенный в 1831 году в Вестманнаэйяре. В 1894 году он был выкуплен Пьетюром Бриде, разобран и перевезён в Вик. В последующем дом неоднократно менял владельцев, достраивался и реконструировался. В основном до 1980-х годов он использовался как торговое и офисное помещение, в 1980—1990-х гг. в нём располагались текстильные производства. В настоящее время в нём находится туристический центр[12].
- Гора Хатта (504 м), находящуюся к северо-востоку от Вика. Это самая высокая гора в окрестностях.

Озеро Хейдарватн

- Озеро Хейдарватн на северо-востоке от Хатты. Его площадь примерно 2 км², а глубина достигает 30 м. В озере водится форель и семга. В озеро впадает река Хейдарау, а из него вытекает река Ватнсау.
- Сингянди, небольшая низина неподалёку от старой электростанции. Считается, что там когда-то стояла часовня, и если приглядеться, то можно даже увидеть её руины. С этим местом связывается легенда об эльфах, которые собирались в церкви: в канун летнего солнцестояния они танцевали на траве, а перед Рождеством отправлялись на службу.
- Вёльвулэйдх — поле, где по легендам проходит путь вёльвы, которое считается «местом силы», с которым связываются инциденты с животными. На поле есть холм, где, по легендам, захоронена вёльва, бывшая женой одного из фермеров, поселившихся неподалёку от Вика.
- Старая гидроэлектростанция.

Туристам предлагаются такие организованные развлечения и экскурсии как спуск по зиплайну, прогулки на лошадях, экскурсии на багги и внедорожниках к ледяным пещерам, экскурсии к достопримечательностям пешком и на снегоходах. Во вторую субботу и воскресенье октября проводится культурный фестиваль Регнбогинн («Радуга»), посвящённый природе, людям и жизни на южном побережье Исландии.
В 2009 году Вик посетили 250 000 туристов. С тех пор их количество только росло: извержение Эйяфьядлайёкюдля в 2010 году привлекло в Исландию и Вик множество туристов. Туристическая индустрия бурно развивается. По состоянию на 2018 год, в городе было более 1600 гостиничных номеров, что в 4 раза больше, чем было до извержения.

## Климат
История регулярного наблюдения за климатом в Вике начинается с 1925 года, когда там основали метеорологическую станцию. Поводом стали трагические события: осенью этого года сошло много оползней, один из которых привёл к гибели людей, завалив две фермы неподалёку от Стейнара. До этого наблюдения велись с 1809 по 1840 года доктором Свейдном Паульссоном (Sveinn Pálsson), однако записи велись относительно редко и достаточно полными являются лишь с 1812 года. С сентября 2007 года метеостанция была преобразована в наблюдательный пост, на котором трижды в сутки измеряется только температура и количество осадков.
Климат в Вике самый тёплый в Исландии — схожие показатели фиксируются только в Вестманнаэйяре, однако летом в Вике немного теплее, а зимой немного холоднее. Для Вика характерны сильные осадки (путеводитель Lonely Planet называет его самым дождливым местом в Исландии), среднегодовое количество осадков за период с 1971 по 2000 год составило 2333 мм.
Самую высокую температуру зафиксировали в Вике 11 августа 1939 года — 28,5 °С, хотя имеются определённые основания не доверять этому измерению. Следующее самое высокое значение зафиксировали 21 июня 1939 года (за день до того, как был зафиксирован общеисландский рекорд в Тейгархорне) — 25,0 °С. Третье высочайшее значение — 24,4 °C — было достигнуто в период сильной жары в августе 2004 года. В период измерений Свейдна Паульссона самая высокая температура зарегистрирована 15 августа 1810 года (25 °С), однако термометр не был укрыт, и неясно, стало это результатом прямого или непрямого солнечного облучения.
Рекордное похолодание измерели в ночь на 1 апреля 1968 года — минус 16,9 °С, когда страну накрыли сильные морозы. Свейдном Паульссоном самая низкая температура была зафиксирована 28 января 1811 года (минус 14,6 °С).
Самым дождливым годом за историю наблюдений был 1926 год, когда выпало 2887 мм осадков, за ним следуют 1950 год (2858 мм) и 1959 год (2855 мм). Меньше всего осадков выпало в 1952 году (1662 мм), на втором месте стоит 1963 год (1694 мм). Наибольший дневной показатель составил 150,3 мм (9 сентября 1933 года). 25-26 декабря 1926 года был измерен ещё больший показатель количества осадков (215,8 мм), который можно было бы признать рекордным в стране, однако из-за особенностей методики измерения он является несопоставимым с полученными другими станциями.
| Показатель                                  | Янв.  | Фев.  | Март  | Апр.  | Май   | Июнь  | Июль  | Авг.  | Сен.  | Окт.  | Нояб. | Дек.  |
| ------------------------------------------- | ----- | ----- | ----- | ----- | ----- | ----- | ----- | ----- | ----- | ----- | ----- | ----- |
| Абсолютный максимум, °C                     | 10,6  | 13,0  | 12,5  | 15,8  | 19,7  | 21,5  | 23,1  | 24,4  | 17,2  | 16,5  | 13,4  | 11,9  |
| Средний суточный максимум, °C               | 3,5   | 4,0   | 4,4   | 6,5   | 9,0   | 11,3  | 13,2  | 12,8  | 10,3  | 7,4   | 4,7   | 3,6   |
| Средняя температура, °C                     | 1,2   | 2,0   | 1,9   | 4,0   | 6,7   | 8,9   | 10,8  | 10,6  | 8,1   | 5,4   | 2,6   | 1,3   |
| Средний суточный минимум, °C                | −1,4  | −0,6  | −0,7  | 1,4   | 4,1   | 6,7   | 8,3   | 8,0   | 5,4   | 2,8   | −0,1  | −1,3  |
| Абсолютный минимум, °C                      | −13,2 | −15,9 | −13,4 | −16,9 | −6,2  | −1,6  | 2,5   | 1,2   | −3,3  | −9,9  | −12,2 | −14   |
| Норма осадков, мм                           | 203,1 | 178,6 | 184,7 | 155,9 | 137,7 | 171,7 | 151,7 | 211,0 | 214,4 | 242,2 | 195,3 | 206,2 |
| Источник: Метеорологическая служба Исландии |       |       |       |       |       |       |       |       |       |       |       |       |

| Климатограмма Вика (1961—1990)                                                    | Климатограмма Вика (1961—1990) | Климатограмма Вика (1961—1990) | Климатограмма Вика (1961—1990) | Климатограмма Вика (1961—1990) | Климатограмма Вика (1961—1990) | Климатограмма Вика (1961—1990) | Климатограмма Вика (1961—1990) | Климатограмма Вика (1961—1990) | Климатограмма Вика (1961—1990) | Климатограмма Вика (1961—1990) | Климатограмма Вика (1961—1990) |
| --------------------------------------------------------------------------------- | ------------------------------ | ------------------------------ | ------------------------------ | ------------------------------ | ------------------------------ | ------------------------------ | ------------------------------ | ------------------------------ | ------------------------------ | ------------------------------ | ------------------------------ |
| Я                                                                                 | Ф                              | М                              | А                              | М                              | И                              | И                              | А                              | С                              | О                              | Н                              | Д                              |
| 203 4 −1                                                                          | 179 4 −1                       | 185 4 −1                       | 156 7 1                        | 138 9 4                        | 172 11 7                       | 152 13 8                       | 211 13 8                       | 214 10 5                       | 242 7 3                        | 195 5 0                        | 206 4 −1                       |
| Температура в °C • Сумма осадков в мм Источник: Метеорологическая служба Исландии |                                |                                |                                |                                |                                |                                |                                |                                |                                |                                |                                |

## Население
| 2001 | 2002 | 2003 | 2004 | 2005 | 2006 | 2007 | 2008 | 2009 |
| ---- | ---- | ---- | ---- | ---- | ---- | ---- | ---- | ---- |
| 297  | 300  | 294  | 296  | 291  | 286  | 286  | 278  | 298  |
| 2010 | 2011 | 2012 | 2013 | 2014 | 2015 | 2016 | 2017 | 2018 |
| 311  | 291  | 273  | 282  | 301  | 299  | 324  | 332  | 409  |
| 2019 | 2020 |      |      |      |      |      |      |      |
| 469  | 486  |      |      |      |      |      |      |      |

Помимо постоянных жителей, в Вике довольно много (более 100 человек по состоянию на 2017 год) сезонных рабочих со всего мира, занятых в индустрии туризма.

## Образование
В Вике есть школа, основанная в 1910 году. В ней учатся дети из Вика и окружающих его деревень и ферм. Школа ведёт образовательную деятельность трёх уровней: младшие классы (с 1 по 4), средние классы (5-7) и старшие классы (8-10). Численность учеников составляет 60-70 человек, численность персонала — около 20 человек. Школа участвует в программе «Эразмус». В здании школы также находится детский сад для детей в возрасте от года до 5 лет, а также районный спортивный комплекс. Осенью 1981 года была создана музыкальная школа. В ней учат игре на клавишных, гитаре, бас-гитаре, ударных, ксилофоне и саксофоне. Ученики принимают участие в школьных фестивалях и выставках, а также дают концерты, основными из которых являются рождественский и весенний. По состоянию на весну 2021 года, в школе был один постоянный учитель и два совместителя, а также немного меньше 30 учеников. В Вике есть районная и школьная библиотека.

## Спорт
В Вике есть спортивный центр, в котором имеются такие спортивные сооружения, как поля с натуральной и искусственной травой, плавательный бассейн, сауна, спортзал и фитнес-центр. На территории спортивного центра установлен большой надувной матрас для прыжков.
В рекреационной зоне Сингянда имеется поле для диск-гольфа с 6 корзинами. В Вике также есть трасса для мотокросса.

## Общественные службы
3 июня 1967 года в старом здании школы был основан общественный центр Вика, в котором организованы кружки для молодёжи, женский клуб и занятия для пожилых. Кроме того, в общественном центре есть большой зал, вмещающий до 200 человек, в котором можно проводить мероприятия различного характера.
В Вике есть дом престарелых с помещениями для постоянного проживания 8 человек и оказания помощи ещё 10. Расширяется предоставление выездных социальных услуг. В Вике есть фельдшерский пункт, отделение полиции и почтовой службы.
В Вике базируется местная пожарная бригада, осуществляющая борьбу с огнём, спасение жертв автокатастроф и реагирование на инциденты, связанные с загрязнением и распространением ядовитых веществ.

## Общественные организации
В Вике действуют следующие общественные организации: конный клуб Синдри, туристическая ассоциация Мирдаль, женские ассоциации Дирхоулахреппа и Хваммсхреппура, отделение Lions Clubs, культурная ассоциация Бридебуд и ассоциация молодёжи Катлы.

## Музеи
В 2010 году в Вике был основан Центр Катлы (Kötlusetur). Помимо того, что он выполняет роль информационного центра для туристов, в нём реализуются культурные, образовательные и научные проекты. В нём представлена музейная экспозиция, посвящённая геопарку Катла, природе и жизни людей в этой местности. В Центре Катлы продаются местные предметы рукоделия и рассказывающие о регионе книги. Здесь также имеется экспозиция, посвящённая 112 кораблекрушениям, произошедшим у берегов Вестюр-Скабтафедльссисла с 1898 по 1982 год. В мае 2018 года была открыта выставка работ церковной художницы Сигрун Йоунсдоуттир (Sigrún Jónsdóttir), чьи детские годы прошли в Вике.
Рядом с Центром выставлен корабль «Скафтведлингюр», имеющий историческое значение. Помимо его роли в обеспечении местного населения товарами, он прославился тем, что будучи реквизированным британскими войсками, в августе 1942 года во время рейса в Шотландию он натолкнулся на терпящую бедствие немецкую подводную лодку. Команда корабля спасла с лодки почти весь экипаж. После того, как корабль был выведен из эксплуатации, он тридцать лет простоял на верфи, пока не был выкуплен художницей Сигрун Йоунсдоуттир. После доставки в Вик корабль стал частью музейной экспозиции Центра Катлы.
В Вике действует выставка Icelandic Lava Show, воссоздающая извержение вулкана под ледником и дающая уникальную возможность наблюдать с близкого расстояния поток расплавленной лавы, вытекающей в комнату с публикой. На выставке также рассказывается история вулканизма в Исландии и неподалёку от Вика, а также рассказывается об извержении Катлы 1918 года. 

## Вулканическая угроза
Вик расположен недалеко от вулканов Эйяфьядлайёкюдль и Катла. В результате извержения первого из них на Вик выпал слой пепла толщиной 3 мм. Однако наибольшую опасность представляет Катла (который последний раз извергался в 1918 году, но проявляет признаки возможного близкого извержения). Кроме того, угрозу представляют пепел, лава и ядовитые газы, извергаемые вулканом. Из-за таяния ледников, которыми покрыт вулкан, возможно затопление области, в которой находится Вик. Исследования расположения геологических осадков говорят о том, что прошлые извержения также вызывали цунами, которое отражалось от островов Вестманнаэйяр и вызывало наводнение. Летом 2017 года произошло землетрясение магнитудой 3 балла, вызвавшее прорыв природных резервуаров талой ледниковой воды (йёкюльхлёйп), наводнившее протекающее у Вика реку Мулаквисль. Предыдущее подобное событие произошло в 2011 году.
В случае извержения у населения будет всего 2-3 часа на то, чтобы добраться до безопасного убежища. Одним из таких убежищ является церковь Вика, укрытая горой. Местные жители проводят регулярные учения. В случае извержения будет послано оповещение по мобильной связи, получив которое, фермеры, проживающие в данной области, должны отключить электрифицированные ограждения, открыть загоны для скота, чтобы животные могли подняться в горы, разместить на двери уведомление о том, что они покинули своё место жительства и направиться в один из центров эвакуации. По словам Свейдна Паульссона (Sveinn Pálsson), в 2010 году бывшего мэром Вика, в течение получаса население должно оказаться в безопасном месте. Обеспокоенность вызывает присутствие в опасной зоне большого числа туристов, не знакомых с порядком действий в случае чрезвычайной ситуации. Для их поиска, в дополнение к текстовым сообщениям по мобильной связи и через специальное приложение для смартфонов, в районах с плохим покрытием сотовой сети предполагается использовать дроны. Для сезонных работников проводятся ежегодные брифинги на английском языке. 
Последствия катастрофического извержения вулкана Катла показаны в одноимённом исландском фантастическом телесериале, действие которого происходит в Вике.

## Галерея

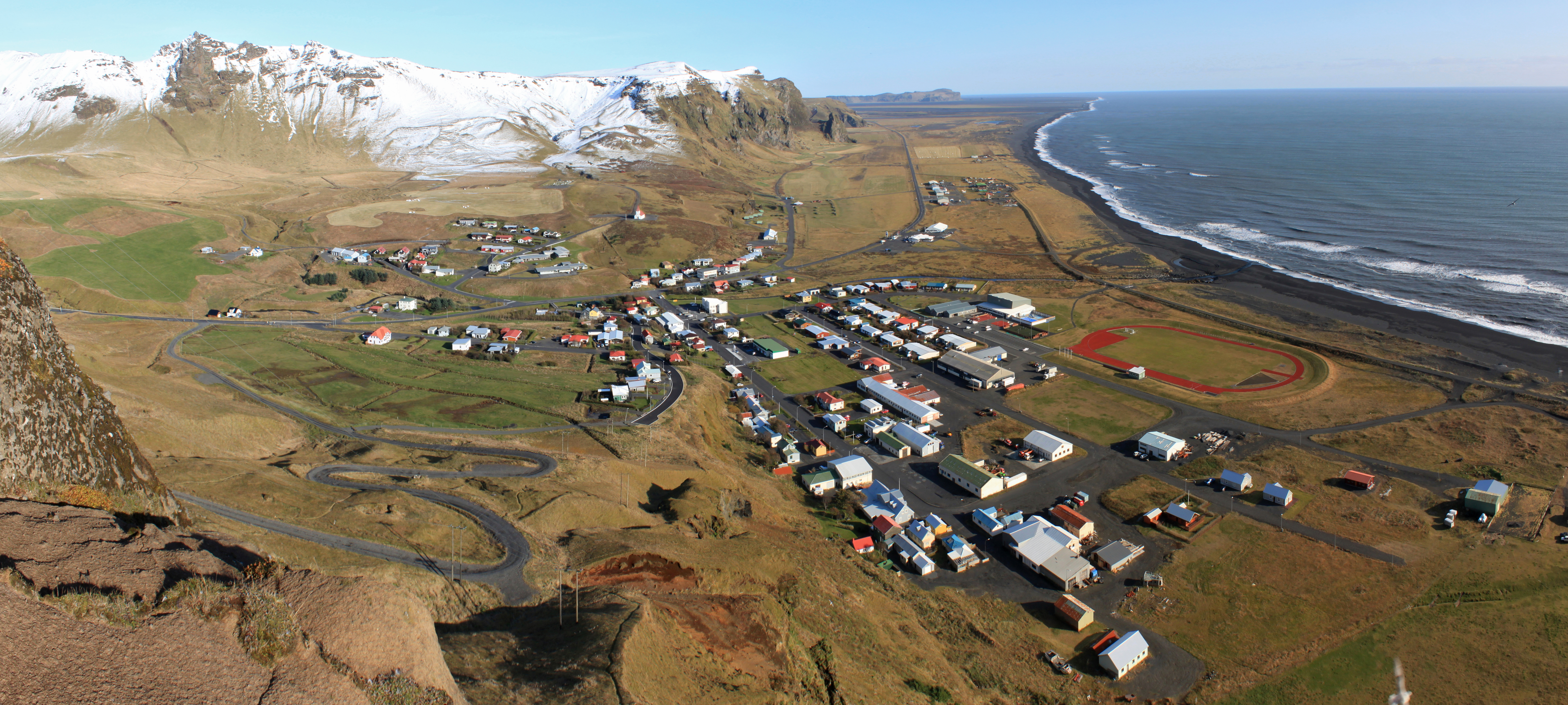
Вик с близлежащей горы
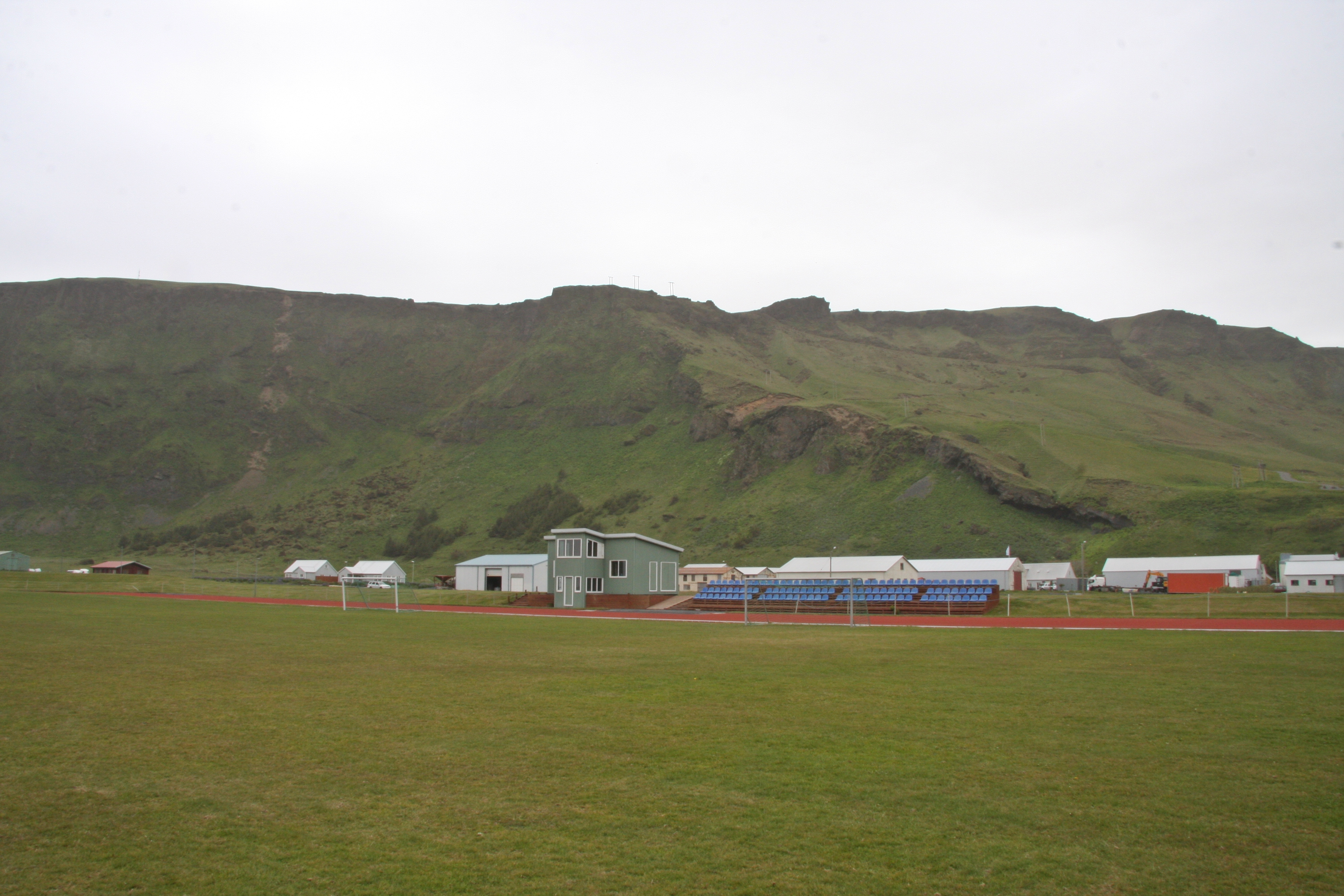
Викский футбольный клуб
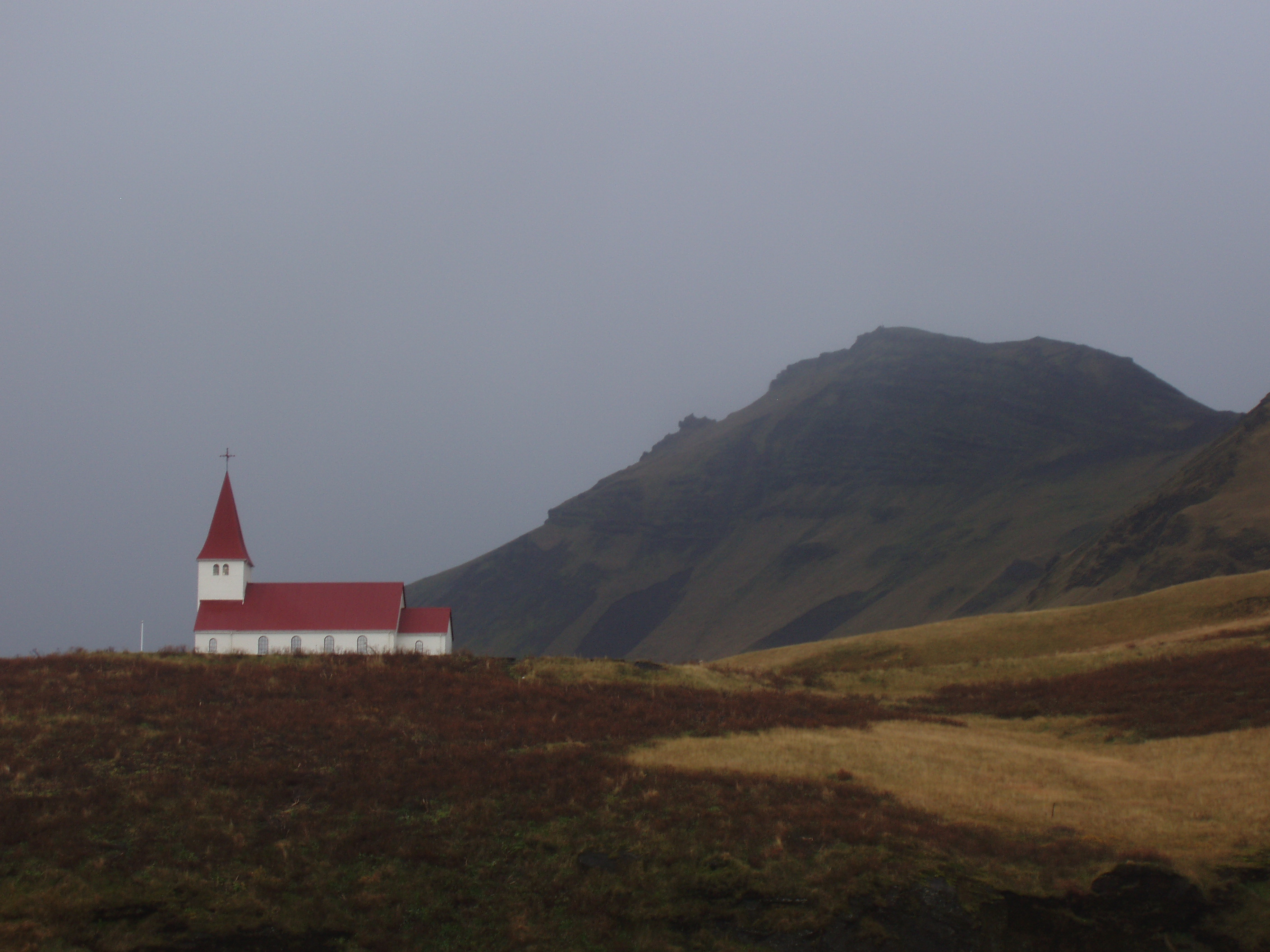
Церковь в Вике
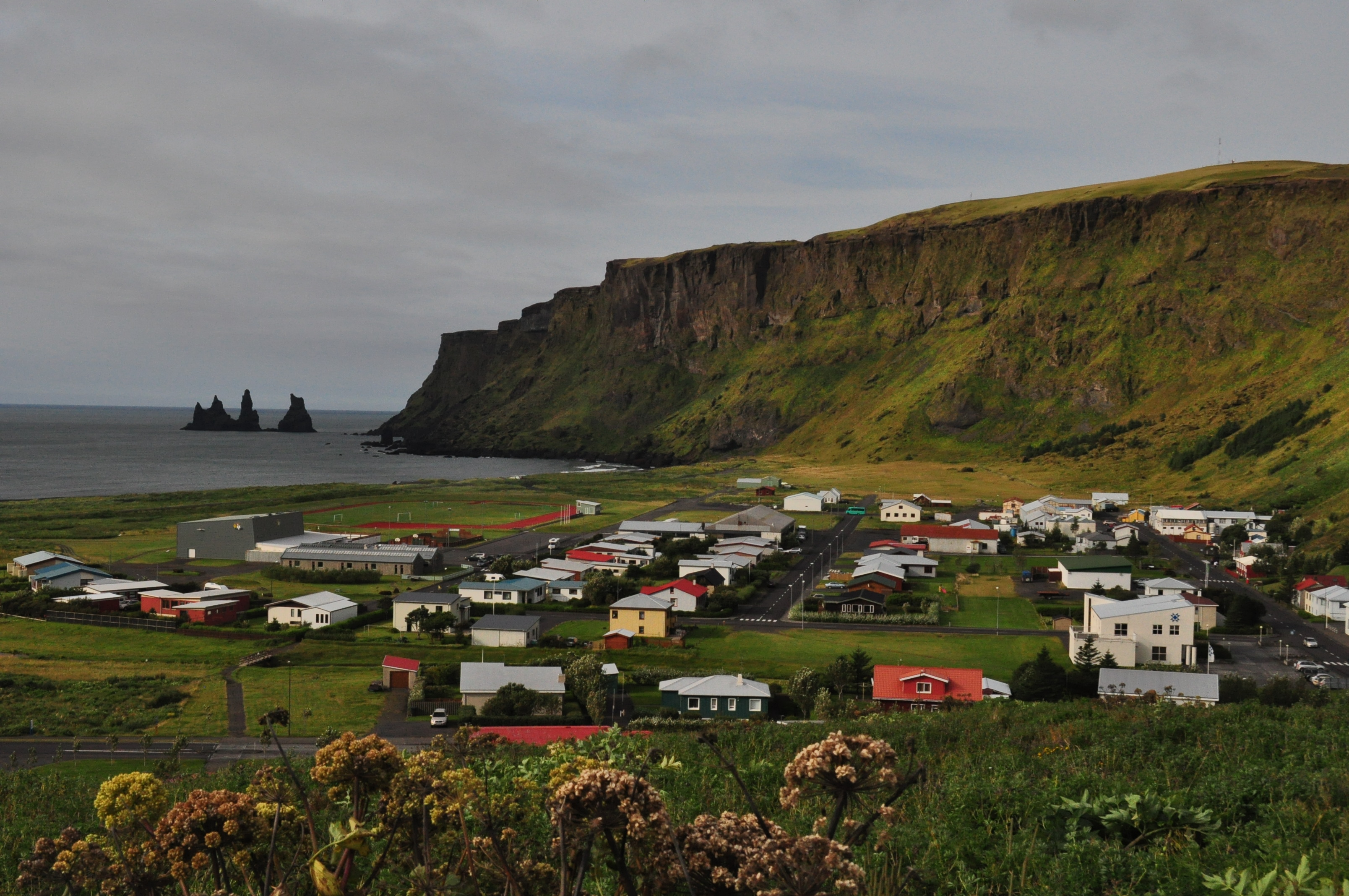
Вид на Вик
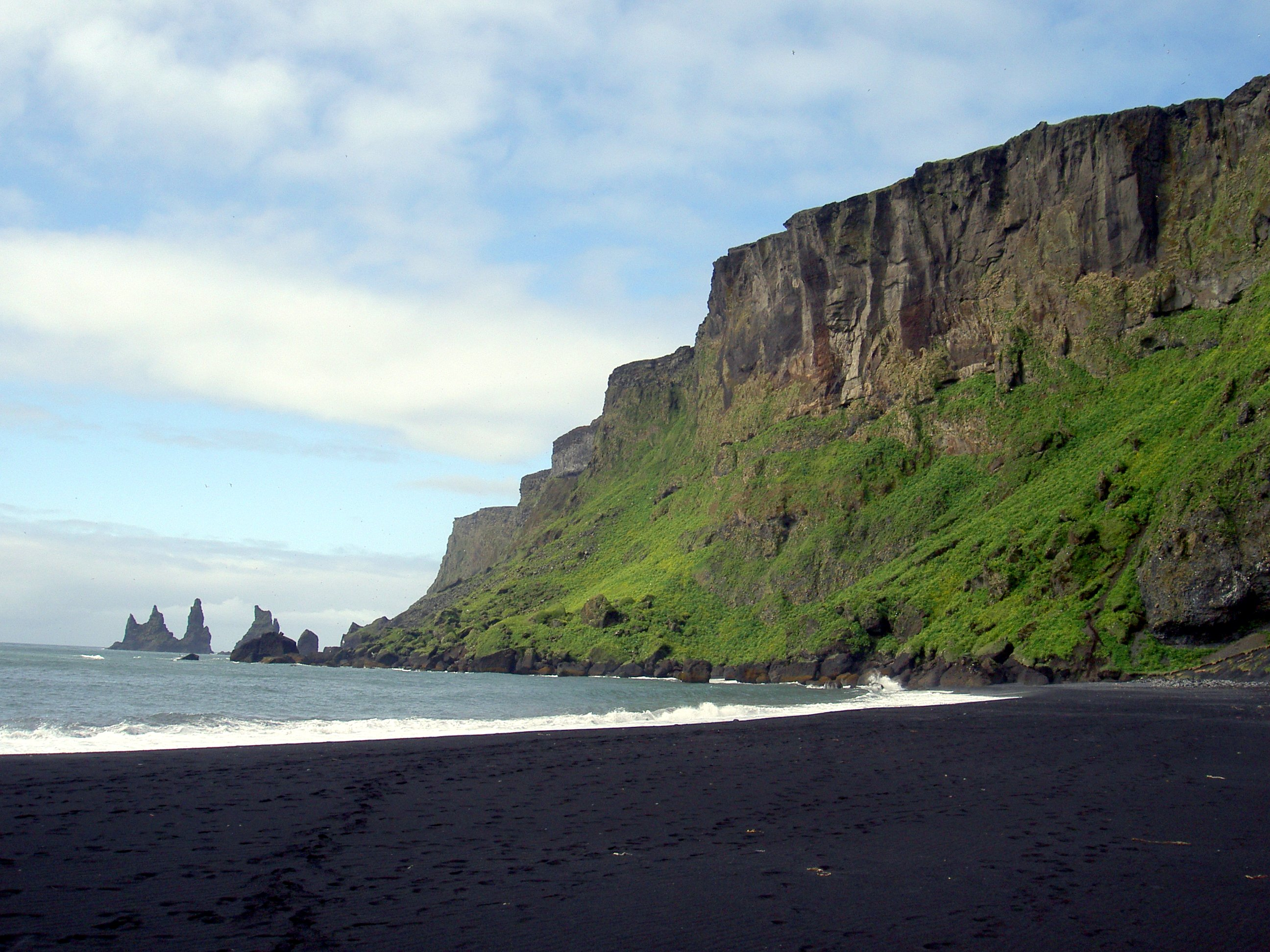
Уникальный пляж с чёрным песком
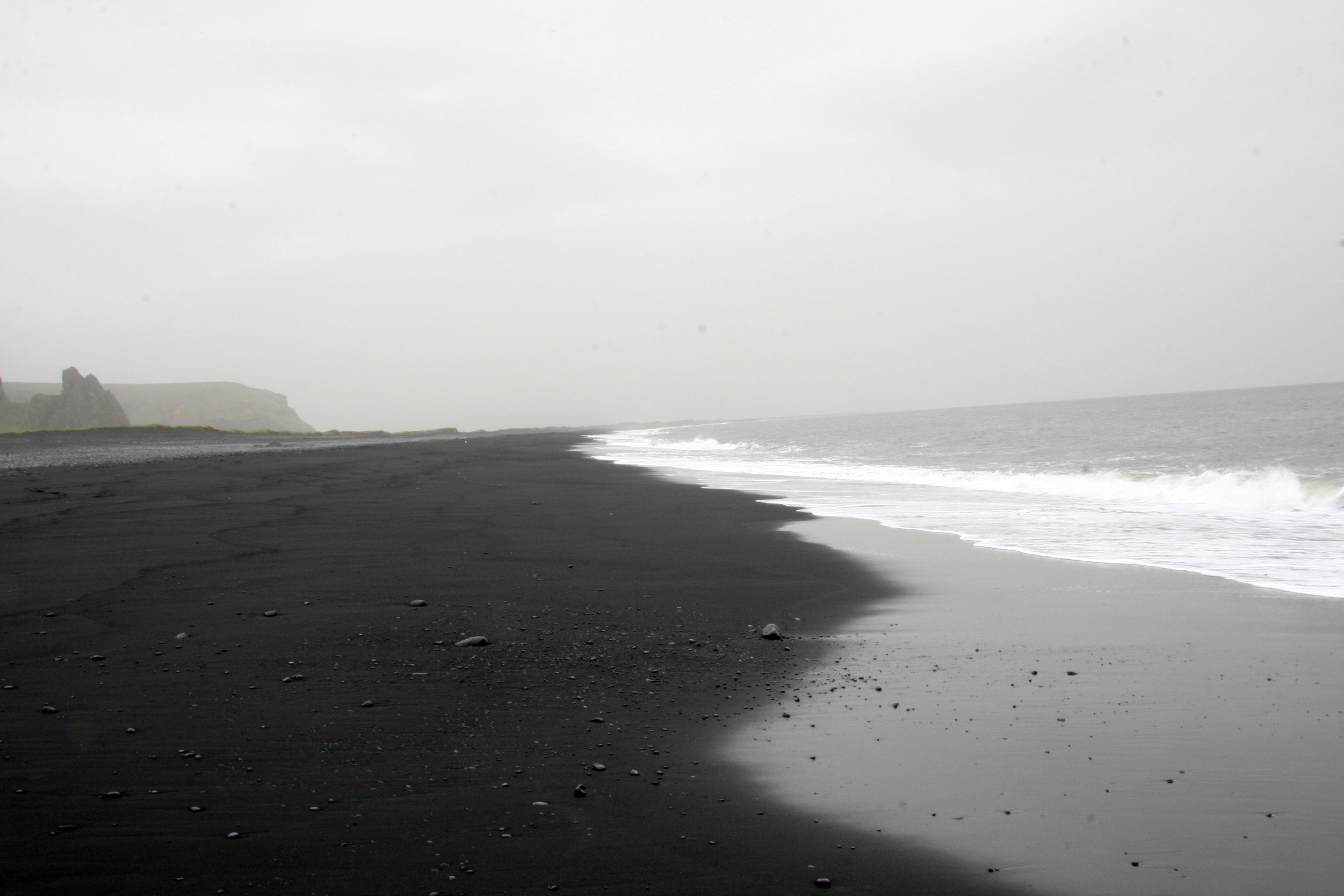
Один из пляжей с чёрным песком возле поселения
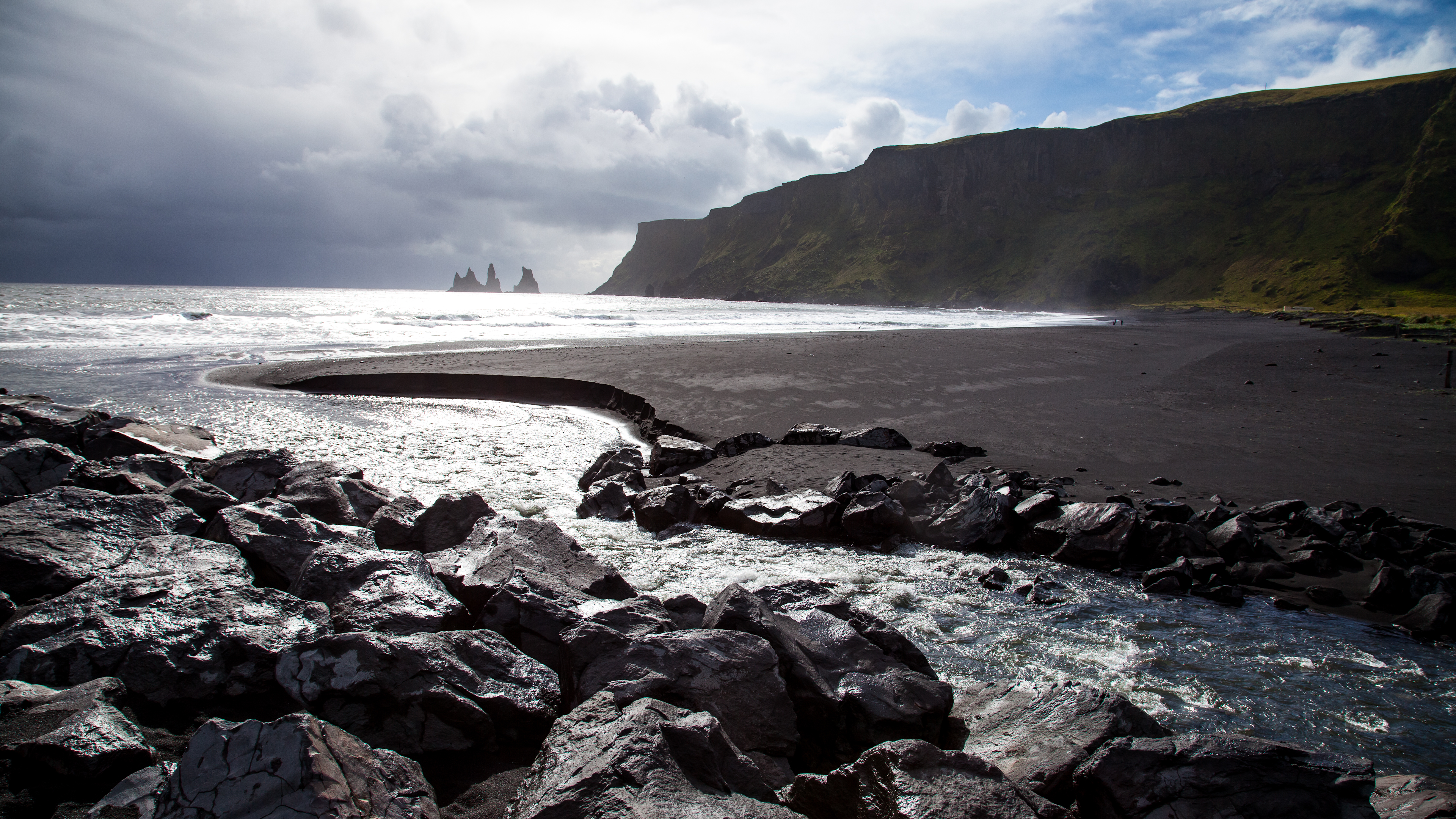
Вид на океан
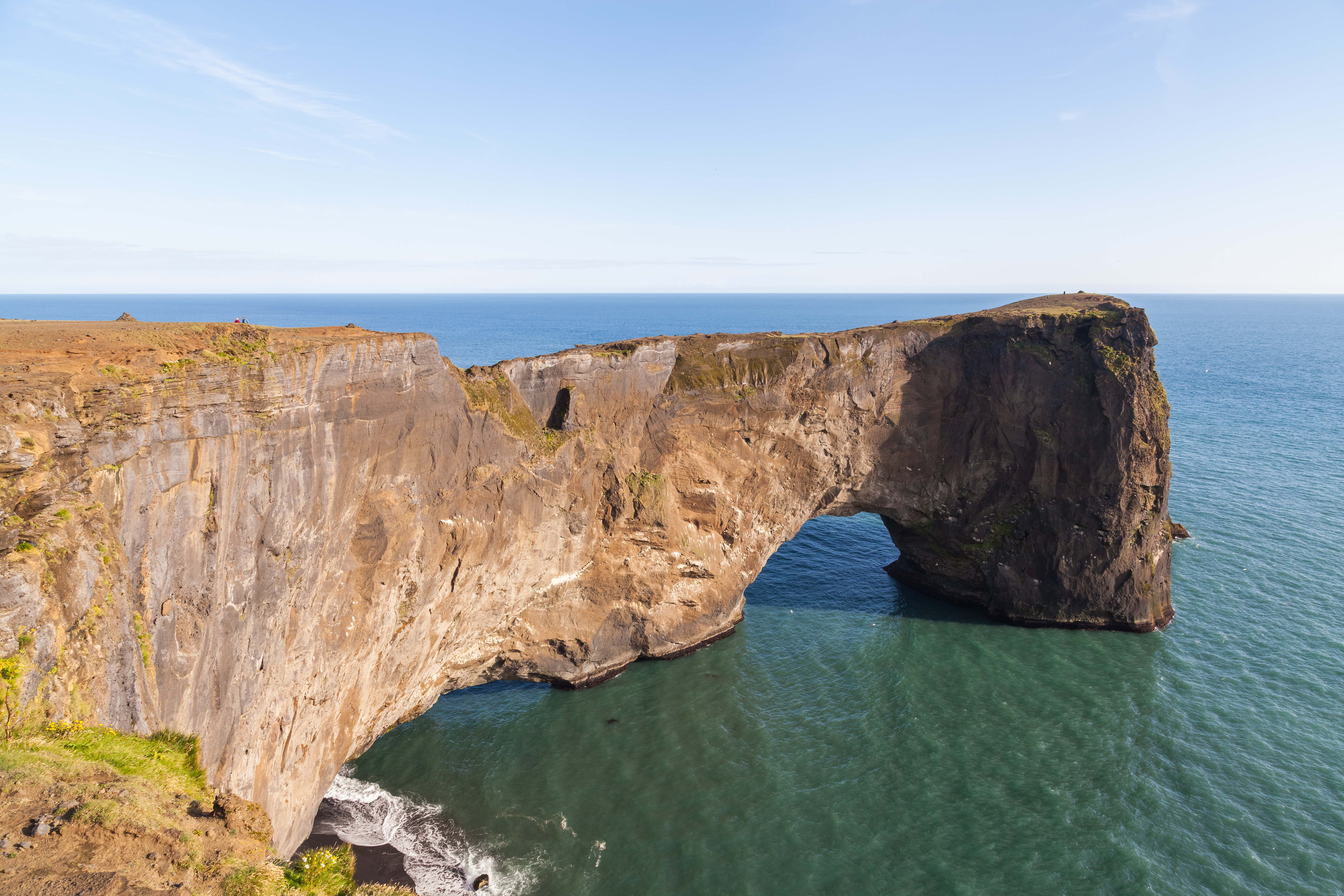
Мыс Дирхоулаэй недалеко от Вика